# Traceroute
Traceroute, tracert (op Windows-computers) of tracepath (op enkele Linuxdistributies), is een programma om na te gaan welke route IP-pakketten afleggen naar een bepaalde host. Het werkt doordat de time to live (TTL) waarde bij elke tussenliggende host met 1 verlaagd wordt, wat standaard gebeurt bij datatransitie. Als de TTL waarde 1 bereikt zal de laatste host deze afwijzen en de melding ICMP time exceeded (tijd verlopen) retourneren, met hierbij ook het adres van deze laatste host. Door de beginwaarde van de TTL op 1 te zetten, zal de TTL bij de eerste host 0 worden en zal deze dus een foutmelding geven. Hierdoor wordt het adres van deze host bekend. Door de begin TTL vervolgens met 1 toe te laten nemen, zal de volgende host bekend worden, enzovoort. Het programma mtr is een programma dat identiek is aan bovengenoemde programma's, maar daarnaast ook de packet loss op de route weergeeft.
Het programma gebruikt de meldingen van de hosts tussen start en bestemming van de route om na te gaan welke hosts de tussenliggende zijn.
Hierbij wordt ook de reactietijd van deze hosts (in milliseconden) weergegeven. Deze hosts worden aangegeven door zogeheten 'hops' (waarbij de eerste host in de route hop 1 is, de tweede hop '2', enzovoorts). Om deze reden wordt traceroute vaak gebruikt om na te gaan waar fouten in een computernetwerk optreden.

Volgens de handleiding van traceroute, is dit programma in 1987 ontwikkeld door Van Jacobson naar een suggestie hiervoor van Steve Steering. Met grote foutverbeteringen (of aanwijzingen van een fout) door onder anderen C. Philip Wood, Ken Adelman en Tim Seaver.

## Werking
Op UNIX gebaseerde systemen (zoals BSD-achtigen of Linux distributies) worden standaard UDP-pakketten gebruikt om de route te bepalen, met een eindpoort die start bij poort 33434. Het Microsoft Windows tracert gebruikt in tegenstelling tot bovengenoemde standaard ICMP echo replies, bij UNIX traceroute is dit overigens wel altijd in te stellen met de optie -I. Ook wordt sinds Windows NT en Mac OS X 10.4 standaard het programma pathping bij Microsoft Windows en Traceroute bij Mac OS X geleverd, dit programma combineert ping en traceroute. Daarnaast zijn er tracerouteprogramma's die TCP gebruiken om de route te bepalen.

## Voorbeeld
Dit is een voorbeeld van een traceroute onder een Linux (Debian Sarge)-systeem:
```
wikipedia@lutetia:~$ traceroute nl.wikipedia.org
traceroute to rr.knams.wikimedia.org (145.97.39.155), 30 hops max, 38 byte packets

1 Router (192.168.0.254) 0.401 ms 0.842 ms 0.920 ms
2 213.197.27.154 (213.197.27.154) 9.036 ms 8.292 ms 7.605 ms
3 213.197.27.117 (213.197.27.117) 7.978 ms 8.232 ms 7.057 ms
4 XSR03.Asd001A.surf.net (195.69.144.50) 8.251 ms 8.735 ms 8.552 ms
5 AF-500.XSR01.Amsterdam1A.surf.net (145.145.80.9) 8.979 ms 8.593 ms 9.002 ms
6 KNCSW001-router.Customer.surf.net (145.145.18.158) 8.867 ms 8.662 ms 8.497 ms
7 145.97.32.29 (145.97.32.29) 8.656 ms 8.775 ms 8.450 ms
8 rr.knams.wikimedia.org (145.97.39.155) 9.892 ms 8.610 ms 8.725 ms
```

## Voorbeeld macOS
Dit is een voorbeeld van een traceroute onder een macOS-systeem:
```
traceroute is gestart…
traceroute to wikipedia-lb.esams.wikimedia.org (91.198.174.225), 64 hops max, 72 byte packets
 1  10.0.1.1 (10.0.1.1)  0.490 ms  0.210 ms  0.110 ms
 2  10.15.15.129 (10.15.15.129)  6.347 ms  5.382 ms  5.543 ms
 3  212.142.56.237 (212.142.56.237)  6.860 ms  10.162 ms  6.713 ms
 4  nl-ams05a-rd2-ae-30-2368.aorta.net (84.116.244.73)  8.256 ms  8.972 ms  7.890 ms
 5  nl-ams04a-ri2-xe-1-0-0.aorta.net (84.116.134.69)  8.312 ms  8.578 ms  9.622 ms
 6  xe-1-1-0.cr2-knams.wikimedia.org (195.69.145.176)  8.307 ms  9.932 ms  9.597 ms
 7  ve7.te-8-1.csw1-esams.wikimedia.org (91.198.174.250)  9.454 ms  10.028 ms  10.323 ms
 8  wikipedia-lb.esams.wikimedia.org (91.198.174.225)  10.349 ms  10.354 ms  10.172 ms
```